# Sufczyna (gromada)
Sufczyna – dawna gromada, czyli najmniejsza jednostka podziału terytorialnego Polskiej Rzeczypospolitej Ludowej w latach 1954–1972.
Gromady, z gromadzkimi radami narodowymi (GRN) jako organami władzy najniższego stopnia na wsi, funkcjonowały od reformy reorganizującej administrację wiejską przeprowadzonej jesienią 1954 do momentu ich zniesienia z dniem 1 stycznia 1973, tym samym wypierając organizację gminną w latach 1954–1972.
Gromadę Sufczyna z siedzibą GRN w Sufczynie utworzono – jako jedną z 8759 gromad na obszarze Polski – w powiecie przemyskim w woj. rzeszowskim na mocy uchwały nr 30/54 WRN w Rzeszowie z dnia 5 października 1954. W skład jednostki weszły obszary dotychczasowych gromad Brzuska, Huta Brzuska, Jasienica Sufczyńska i Sufczyna ze zniesionej gminy Bircza w tymże powiecie. Dla gromady ustalono 15 członków gromadzkiej rady narodowej.
W 1971 roku gromada Sufczyna liczyła 1356 mieszkańców, zamieszkujących miejscowości: Brzuska (248), Huta Brzuska (596), Jasienica Sufczyńska (268) i Sufczyna (244).
Gromada przetrwała do końca 1972 roku, czyli do kolejnej reformy gminnej.